# Håkatjärnen (Föllinge socken, Jämtland)
Håkatjärnen är en sjö i Krokoms kommun i Jämtland och ingår i Indalsälvens huvudavrinningsområde.